# Navid Negahban

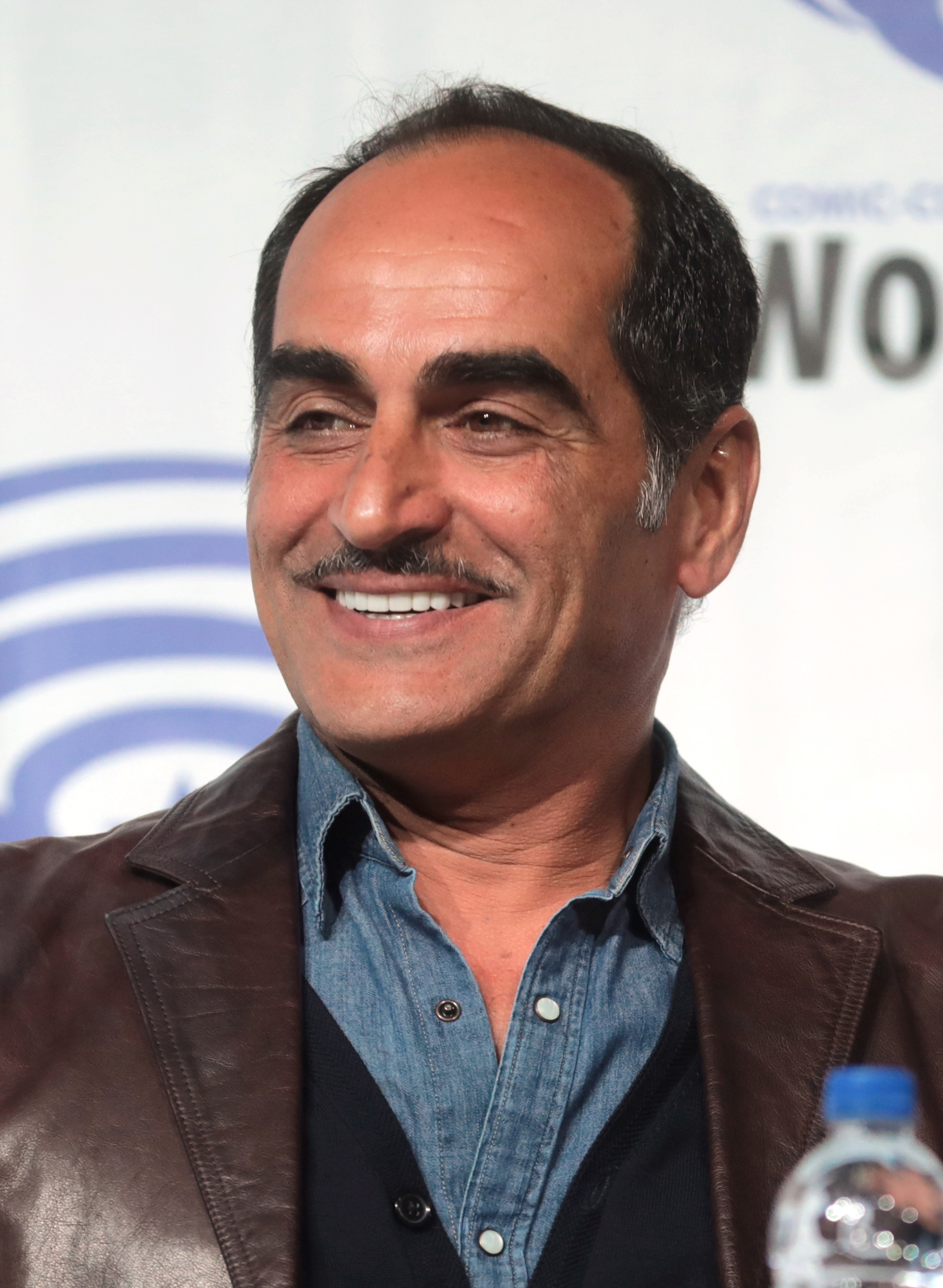
Navid Negahban, 2019

Navid Negahban (* 2. Juni 1968 in Maschhad, Iran) ist ein iranisch-US-amerikanischer Schauspieler. Bekannt wurde er durch die Fernsehserien 24 und Homeland.

## Leben und Karriere
Im Alter von acht Jahren kam Negahban zum ersten Mal mit dem Theater in Kontakt und erntete den Beifall der Zuschauer für seine Darstellung eines alten Mannes. Er verließ im Alter von 20 Jahren den Iran und zog in die Türkei und später nach Deutschland, wo er für knapp neun Jahre lebte. In Deutschland arbeitete er am Theater und zog 1993 in die USA. Negahban spricht fließend Englisch, Persisch, Dari und Deutsch. Er ist seit dem Jahr 2000 als Schauspieler, vor allem für das Fernsehen, aktiv. Er trat in Serien wie The Shield, The West Wing, Lost und CSI: Miami auf. Dem verrückten Doktor Challus Mercer leiht er im Videospiel Dead Space seine Stimme. Große Bekanntheit gewann er durch seine Rolle in Homeland. 2011 gewann er den Darstellerpreis für den iranischen Kurzfilm Liberation auf dem Noor Iranian Film Festival, 2012 wirkte er als offizieller Festival-Juror mit.

## Filmografie (Auswahl)
- 2003: The Shield – Gesetz der Gewalt (The Shield, Fernsehserie, Folge 2x02)
- 2004: Threat Matrix – Alarmstufe Rot (Threat Matrix, Fernsehserie, Folge 1x13)
- 2004: The West Wing – Im Zentrum der Macht (The West Wing, Fernsehserie, Folge 5x22)
- 2004: Lost (Fernsehserie, Folge 1x09)
- 2005, 2010: 24 (Fernsehserie, 9 Folgen)
- 2006: Criminal Minds (Fernsehserie, Folge 1x21)
- 2009: Dead Air
- 2010: CSI: Miami (Fernsehserie, Folge 8x18)
- 2011: Die Atlas Trilogie – Wer ist John Galt? (Atlas Shrugged, Part I)
- 2011–2013: Homeland (Fernsehserie, 15 Folgen)
- 2013: 20 Minutes – The Power of Few (The Power of Few)
- 2014: Words & Pictures – In der Liebe und in der Kunst ist alles erlaubt (Words and Pictures)
- 2014: Jimmy Vestvood: Amerikan Hero
- 2014: American Sniper
- 2014: The Mentalist (Fernsehserie, Folge 6x12)
- 2014: Tatort – Die Feigheit des Löwen (Fernsehfilm)
- 2015: Veep – Die Vizepräsidentin (Veep, Fernsehserie, Folge 4x04)
- 2015: Day One (Kurzfilm)
- 2015: The Messengers (Fernsehserie, 4 Folgen)
- 2015: Baba Joon
- 2016: Sniper: Ghost Shooter
- 2016: Mistresses (Fernsehserie, 6 Folgen)
- 2017: Sand Castle
- 2017: American Assassin
- 2018: Operation: 12 Strong (12 Strong)
- 2018: Saat des Terrors (Fernsehfilm)
- 2018: The Team (Fernsehserie, Folgen 2x01–2x08)
- 2018–2019: Legion (Fernsehserie, 17 Folgen)
- 2019: Aladdin
- 2020: Teheran (Fernsehserie, 8 Folgen)
- 2022–2024: The Old Man (Fernsehserie, 6 Folgen)
- 2023: Kandahar
- 2025: The Night Agent (Fernsehserie, 8 Folgen)